# Aldeia de João Pires
Aldeia de João Pires ist eine ehemalige Gemeinde (Freguesia) im portugiesischen Kreis Penamacor. In ihr leben 184 Einwohner (Stand 30. Juni 2011).
Im Zuge der administrativen Neuordnung zum 29. September 2013 wurde Aldeia de João Pires mit Aldeia do Bispo und Águas zur neuen Gemeinde União de Freguesias  de Aldeia do Bispo, Águas e Aldeia de João Pires zusammengefasst. Hauptsitz der neuen Gemeinde ist Aldeia do Bispo.

## Söhne und Töchter der Stadt
- António Manuel Moiteiro Ramos (* 1956), Weihbischof in Braga